# روزاریو (فیلم ۲۰۲۵)
روزاریو (انگلیسی: Rosario) یک فیلم ترسناک آمریکایی محصول سال ۲۰۲۵ به کارگردانی فیلیپه وارگاس است که اولین تجربه کارگردانی او محسوب می‌شود. در این فیلم امراود توبیا، دیوید دستمالچیان، ژوزه زونیگا و پل بن-ویکتور به ایفای نقش پرداخته‌اند.

## داستان
روزاریو «رز» فوئنتس، یک دلال سهام در وال استریت، خبر مرگ ناگهانی مادربزرگش گریسلدا را دریافت می‌کند. با وجود توفان زمستانی قریب‌الوقوع، روزاریو به آپارتمان گریسلدا درنیویورک برمی‌گردد تا وسایلش را مرتب کند. به محض ورود، مارتی، سرپرست ساختمان ، به او اطلاع می‌دهد که به دلیل توفان، خدمات اورژانس با تأخیر مواجه شده‌اند و او مجبور است شب را تنها با جسد گریسلدا بگذراند.
با گذشت شب، روزاریو شروع به تجربه پدیده‌های نگران‌کننده‌ روان‌شناختی می‌کند. او یک اتاق مخفی در آپارتمان که پر از مصنوعات علوم خفیه از جمله یک کتاب طلسم، عروسک‌های وودو ، یک جمجمه انسان و اسکلت حیوانات کشف می‌کند. این اقلام، آیین پالو که یک آیین تلفیقی از معنویت‌گرایی آفریقایی و کاتولیسیسم است را که توسط گریزلدا رواج داشته، آشکار می‌کند.
روزاریو متوجه می‌شود که گریسلدا مراسمی را اجرا می‌کرده که مستلزم قربانی‌های روزانه بوده است. روزاریو با این باور که مادربزرگش سعی در نفرین او داشته، سعی می‌کند مراسمی را برای شکستن نفرین انجام دهد، اما بی‌نتیجه می‌ماند.
روزاریو پس از گفتگو با یکی از همسایه‌ها، متوجه می‌شود که گریسلدا با روح شیطانی معامله‌ای کرده است تا از روزاریو محافظت کند و به او در تحقق رویاهایش کمک کند. روزاریو موفق می‌شود مراسمی را اجرا کند که آن روح شیطانی را درون جسد گریسلدا به دام بیندازد.
وقتی صبح از راه رسید، پدر روزاریو به آپارتمان آمد. در آن زمان است که روزاریو متوجه می‌شود پدرش با روح شیطانی معامله کرده و نه مادربزرگش، و اینکه گریسلدا خون خود را برای دور نگه داشتن روح شیطانی از روزاریو تقدیم می‌کرده است. پدر روزاریو تلاش می‌کند تا به قربانی‌های خونی ادامه دهد، اما این باعث می‌شود که توسط روح شیطانی تسخیر شود و به روزاریو حمله کند. در این هنگام، همسایه گریسلدا به کمک روزاریو می‌آید، اما روح شیطانی او را به قتل می‌رساند. سرانجام روزاریو موفق می‌شود پدرش را بکشد و معتقد است که با این کار روح شیطانی را شکست داده است.
در صحنه پایانی، روزاریو در حال کمک به دربان ساختمان شرکتش دیده می‌شود، دربانی که قبلاً به او مراجعه کرده بود اما به دلیل درآمد کمش درخواستش رد شده بود. با این حال، پس از رفتن دربان و همسرش، دست پوسیده روح شیطانی از دهان روزاریو بیرون می‌آید.

## بازیگران
- دیوید دستمالچیان در نقش جو
- امراد توبیا در نقش روزاریو
- خوزه زونیگا در نقش اسکار
- پاول بن-ویکتور در نقش مارتی
- دایانا لین در نقش النا
- امیلیا فاچر در نقش روزاریو جوان
- کنستانزا گوتیرز در نقش گریزلدا

## تاریخ تولید و انتشار
در اکتبر ۲۰۲۳ گزارش شد که یک فیلم ترسناک با مفهوم بالا با عنوان «روزاریو» توسط کارگردان فلیپه وارگاس در اولین کارگردانی بلند خود، با بازی دیوید دستمالچیان، خوزه زونیگا، دایانا لین، پل بن-ویکتور و امراد توبیا در دست ساخت است. فیلمبرداری اصلی در اواسط نوامبر ۲۰۲۳ در بوگوتا آغاز شد.
فیلم «روزاریو» در تاریخ ۲ مه ۲۰۲۵ در ایالات متحده اکران شد.

## آرا و نظرات
آلیسون فورمن از ایندی‌وایر به فیلم امتیاز C+ داد و نوشت: توبیا سخت می‌جنگد و در صحنه‌هایی بازی می‌کند که می‌توانست با ریمیکس کارگردان دیگری ساخته شود.
مگان ناوارو از بلادی دیسگاستینگ به فیلم نقد منفی داد و به آن امتیاز ۲.۵ از ۵ داد و گفت: حتی ویژگی‌های فرهنگی یا الهام از موجودات هم نمی‌تواند حواس بیننده را از صحنه‌های آشنای ترسناک تسخیرشدگی پرت کند، اما در کل یک اثر ترسناک بی‌ضرر است.

## گیشه
این فیلم در تاریخ ۲ مه ۲۰۲۵ اکران شد و در هفته اول ۵۱۳،۲۳۲ دلار، در هفته دوم ۸۰۷۲۲۸ دلار و در هفته سوم ۸۶۰،۸۱۵ دلار فروش داشت و در مجموع ۸۶۶،۴۶۶ دلار فروش داخلی، ۳۰۸،۲۷۰ دلار فروش بین‌المللی و ۱،۱۷۴،۷۳۶ دلار فروش جهانی داشت.